# Pandercetes isopus
Pandercetes isopus là một loài nhện trong họ Sparassidae.
Loài này thuộc chi Pandercetes. Pandercetes isopus được Tord Tamerlan Teodor Thorell miêu tả năm 1881.